# Neonomopleus toribioi
Neonomopleus toribioi là một loài bọ cánh cứng trong họ Elateridae. Loài này được de la Vega miêu tả khoa học năm 2005.